# آلة تقشير المكسرات العامة

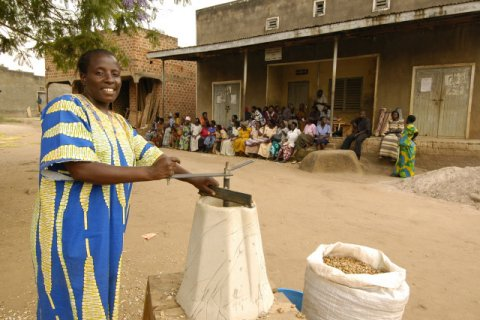
آلة تقشير المكسرات العامة في أوغندا، 2005

 آلة تقشير المكسرات العامة ، التي كان تعرف في السابق باسم آلة تقشير الفول السوداني مالية الصنع) هي عبارة عن آلة بسيطة تعمل يدويًا وقادرة على تقشير في الساعة الواحدة 50 كيلوجرامًا من الفول السوداني النيء المجفف في الشمس. [بحاجة لمصدر]
ولا تتعدى المواد اللازمة لصنع هذه الآلة العشرة دولارات أمريكية، إذ إنها مصنوعة من خرسانة تصب في قالبين من الألياف الزجاجية البسيطة، بالإضافة إلى بعض الأجزاء المعدنية، ومفتاح صوامل واحد، وأية قطعة من الصخور أو الخشب يمكن استخدامها كمطرقة. وتستوعب هذه اللآلة أحجام مختلفة من المكسرات دون الحاجة إلى فرزها. ويمكن للمشغلين إجراء الفرز اللازم بسرعة وسهولة. وتشير التقديرات إلى أن آلة واحدة لتقشير المكسرات تلبي احتياجات قرية يبلغ عدد سكانها 2000 نسمة. وقد يصل العمر الافتراضي المتوقع لهذه الماكينة  إلى حوالي 25 عامًا.
ويعمل مشروع "المعدة الممتلئة"، (فول بيلي بروجيكت)، -ومهمته تصميم تكنولوجيات مبتكرة ومستدامة وتوزيعها على المجتمع المحلي لتمكين جميع سكان العام بهدف تحسين مستوى معيشتهم- على تأسيس أعمال تجارية محلية ومستدامة تنتج التقنيات المناسبة وتوزعها مثل آلة تقشير المكسرات العامة.

## التاريخ

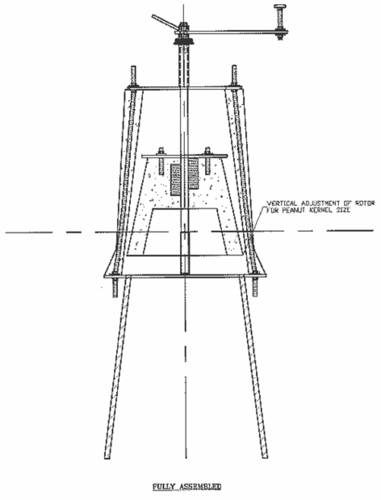
رسم بياني لآلة التقشير

في عام 2001، سافر جوك براندز إلى مالي لإصلاح نظام معالجة المياه في قرية صغيرة. وأثناء وجوده هناك قابل امرأة أخبرته بأنه سيقدم خدمة عظيمة لقريتها إن استطاع أن يوفر لهم آلة لتقشير الفول السوداني بأسعار معقولة. ولدى عودته إلى الولايات المتحدة، تواصل مع الخبير في الهيئة المعنية بالفول السوداني الدكتور تيم ويليامز من جامعة جورجيا، الذي أخبر براندز عن وجود تصميم لمقشر الفول السوداني بلغاري الصنع. وعلى الفور كيّف جوك براندز التصميم بمساعدة صديقه، ويس بيري ليجعل الآلة ملائمة أكثر عن طريق إدخال عدة تعديلات. وبعد عام واحد انتهى من تصميم آلته التي بات يطلق عليها الآن اسم آلة مقشر الفول السوداني العالمي  
في عام 2003، تعاون براندز مع مجموعة من العائدين من متطوعي فرق السلام في ويلمنجتون، في ولاية نورث كارولاينا الأمريكية لإطلاق "مشروع المعدة الممتلئة"، المخصص لتصميم التقنيات المناسبة الفريدة من نوعها وتوزيعها في البلدان النامية.

## طريقة التشغيل
يضع المشغل الكمية المطلوبة من المحصول في المكان المخصص الموجود في الأعلى، ثم يقوم بتشغيل المقبض، الذي يجعل الجزء الدوار يدور باستمرار. وتسهل هذه الحركة سقوط المكسرات في فجوة تضيق تدريجيًا. ومن ثم، تنكسر القشرة الخارجية للمكسرات عند نقطة تكون فيها الفجوة ضيقة على نحو كاف وتسبب الحركة الدائرة احتكاكًا كافٍ لفتح هذه القشرة. ويسمح اتساع هذه الفجوة القابل للتعديل في أضيق نطاق بكسر قشرة مكسرات ذات أحجام مختلفة. وتسقط الحبوب والقشر المكسور في سلة ويتم فصلهما فيما بعد عن طريق التذرية بالرياح. وتعمل هذه الآلة على نحو أفضل مع بعض أنواع المكسرات مثل  جاتروفا كركاس ، والشيا ، والقهوة المجففة، والفول السوداني (أو المكسرات التي تزرع في الأرض).